# Station Tempel
Tempel is een voormalig Indonesisch stoomtramstation in de provincie Yogyakarta op de route Yogyakarta-Muntilan.